# Arthrostylidiinae
Arthrostylidiinae es una subtribu de la tribu Bambuseae perteneciente a la familia Poaceae. Comprende 13 géneros que se distribuyen por las regiones tropicales.

## Géneros
- Actinocladum
- Alvimia
- Arthrostylidium
- Athroostachys
- Atractantha
- Aulonemia
- Colanthelia
- Elytrostachys
- Filgueirasia
- Glaziophyton
- Merostachys
- Myriocladus
- Rhipidocladum